# Nationalgestüt Kladruby nad Labem
Das Nationalgestüt Kladruby nad Labem (Národní hřebčín Kladruby nad Labem) ist ein staatliches Gestüt in Kladruby nad Labem in Tschechien. Das Gestüt, das 1579 von Kaiser Rudolf II. zum Hofgestüt ernannt wurde, ist eines der ältesten Europas und zählt seit 2019 zum UNESCO-Weltkulturerbe.

## Geschichte

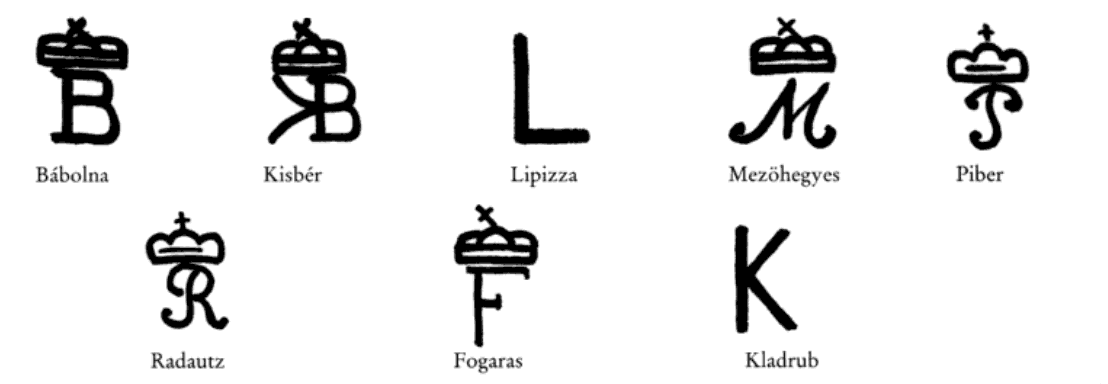
Gestütsbrände der österreichisch-ungarischen Staatsgestüte, ganz rechts unten Kladruby

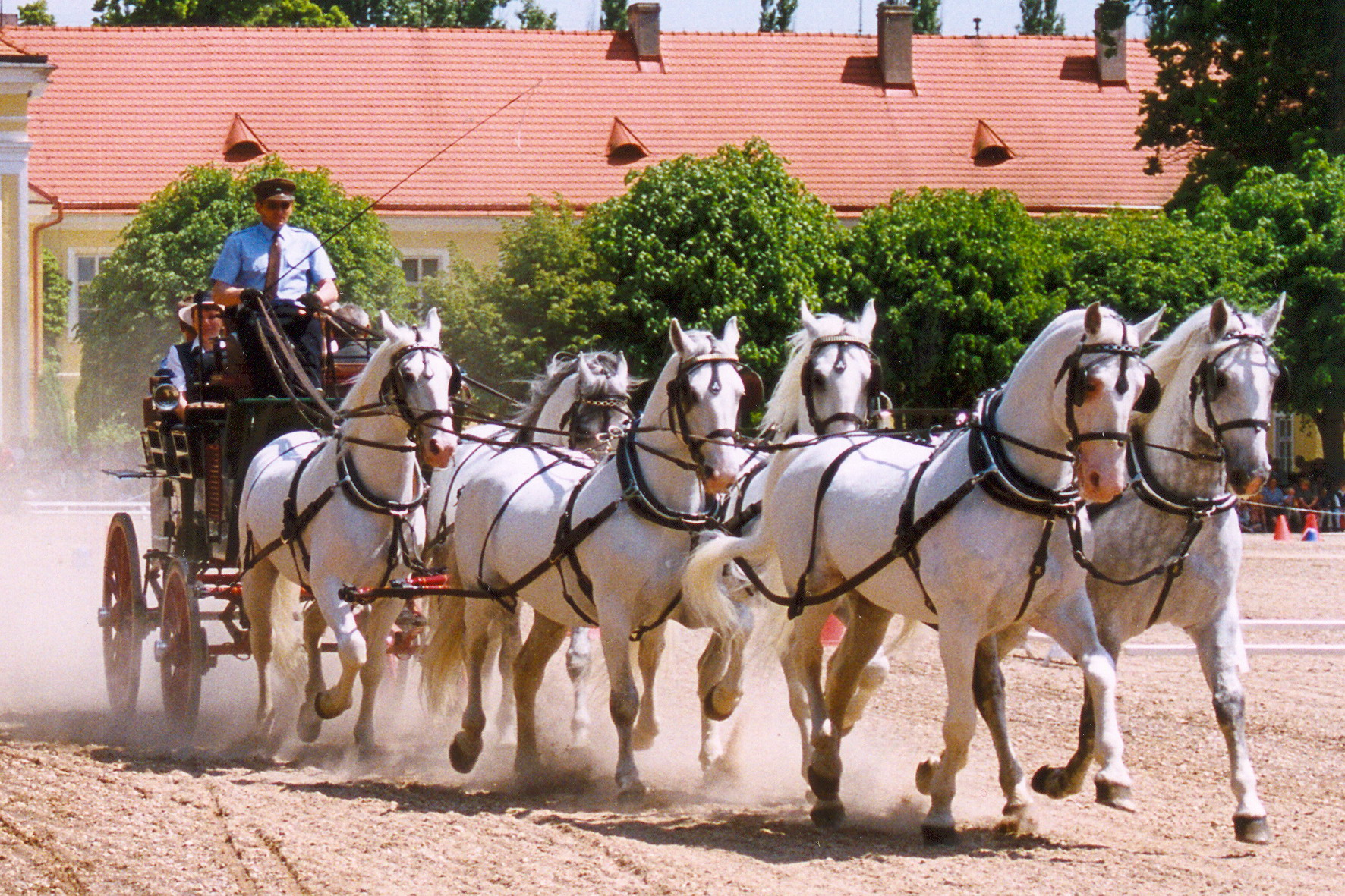
Altkladruber Schimmel

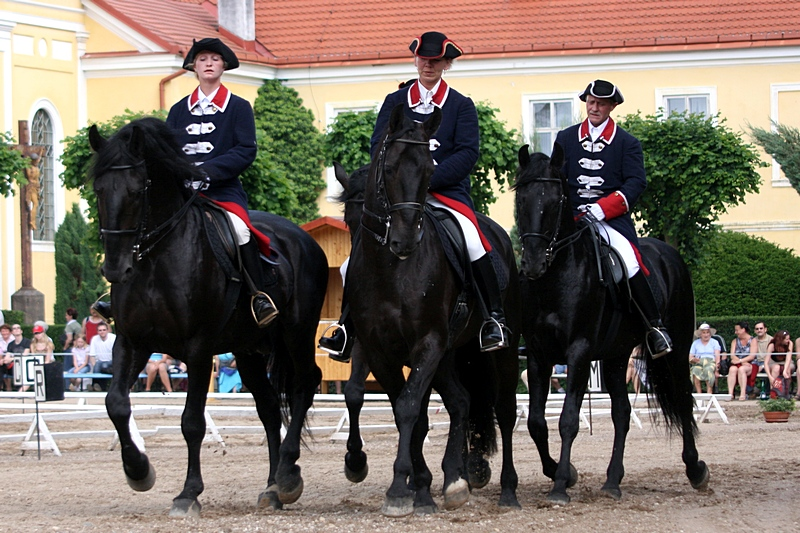
Altkladruber Rappen

Schon Mitglieder der Familie Pernstein waren Pferdezüchter im Raum Pardubice. Im Jahr 1560 kam das Gehege in Kladruby an Maximilian II. Von seinem Nachfolger Rudolf II. wurde es dann 1579 zum Hofgestüt ernannt, das Pferde für den Prager und Wiener Hof bis zum Ende der österreich-ungarischen Monarchie züchtete.
Ursprünglich wurden verschiedene Pferderassen in Kladruby gezüchtet. Seit dem Ende des 18. Jahrhunderts wurden als Staatspferdezuchtanstalt nur noch Schimmel und Rappen gezüchtet, wobei die Schimmel für repräsentative Zwecke eingesetzt wurden, während die Rappen hohen geistlichen Würdenträgern dienten.
Für die Zucht in Kladruby setzte sich vor allem auch Karl VI., der auch in Wien die Winterreitschule der Spanische Hofreitschule erbauen ließ, ein. Im Jahr 1757 suchte ein großer Brand das Gestüt heim, bei dem neben den Gebäuden auch alle alten Zuchtpapiere ein Raub der Flammen wurden. Daher gilt der Rappe Pepoli aus dem Jahr 1764 als der Stammvater der heutigen Zuchtlinie.
Im Jahr 1770 wurde das Gestüt durch Joseph II. wieder mit dem Josephshof aufgebaut. Die Voll- und Warmblutzucht wurde im Jahr 1826 begonnen. 1831 entstand der Franzenshof in Selmice durch Kaiser Franz I. Im Jahr 1873 brannte in Selmice der Fohlenstall ab, wurde aber im selben Jahr wieder aufgebaut.
Ab 1922 wuchs hier der Kinderpsychologe Zdeněk Matějček als Sohn des Direktors auf.
Im Jahr 1945 wurde die Rappherde in das Gestüt von Slatiňany, das im Schloss Slatiňany untergebracht ist, ausgegliedert. Gleichzeitig wurde ein Forschungsinstitut für Pferdezucht gegründet. Eine Berufsreitschule wurde 1952 eingerichtet.
Die Pferderasse des Altkladruber Pferdes wurde 1995 als Kulturdenkmal anerkannt. Im Jahr 2002 wurde das Gestüt mit der Stammherde des Altkladruber Schimmels als Nationales Kulturdenkmal Tschechiens erklärt. Seit dem Jahr 2003 ist das Gestüt wieder sowohl für Fachpublikum als der breiten Öffentlichkeit zugängig.
Im Jahr 2019 erklärte die UNESCO das Nationalgestüt Kladruby nad Labem unter dem Begriff Landschaft für die Zucht und Dressur von zeremoniellen Wagenpferden in Kladruby nad Labem (Landscape for Breeding and Training of Ceremonial Carriage Horses at Kladruby nad Labem) zum Weltkulturerbe.